# Pyroteknik
Pyroteknik er læren om at bruge materialer, der kan undergå en exoterm kemisk reaktion for at producere varme, lys, gas, røg og/eller lyd. Personer med ansvar for sikker opbevaring, håndtering og funktion af pyrotekniske enheder kaldes pyroteknikere.
Pyroteknik inkluderer fremstilling af fyrværkeri, tændstikker, komponenter til airbags i biler og gassprængning i mineindustrien og nedrivning. Desuden kan pyroteknikere også lave special effects i film, sceneshow med ild og nødraketter.
Til at farve ild til eksempelvis fyrværkeri bruges forskellige metaller som f.eks. strontium, barium, kobber, jern og magnesium.